# Riwal Platform Cycling Team/Saison 2015
Dieser Artikel listet Erfolge und Fahrer des Radsportteams Riwal Platform Cycling Team in der Saison 2015 auf.

## Erfolge in der UCI Europe Tour
In den Rennen der Saison 2015 der UCI Europe Tour gelangen die nachstehenden Erfolge.
| Datum  | Rennen                       | Kat. | Sieger           |
| ------ | ---------------------------- | ---- | ---------------- |
| 9. Mai | Scandinavian Race in Uppsala | 1.2  | Nicolai Brøchner |

## Abgänge – Zugänge
| Zugänge            | Team 2014                | Abgänge          | Team 2015              |
| ------------------ | ------------------------ | ---------------- | ---------------------- |
| Nicolai Brøchner   | Bissell Development Team | Alex Rasmussen   | Team TreFor-Blue Water |
| Mads Christensen   | Cult Energy Vital Water  | Mathias Krigbaum | Lotto-Soudal U23       |
| Casper von Folsach | Team TreFor-Blue Water   | Anders Egsvang   | Unbekannt              |
| Rasmus Mygind      | Team TreFor-Blue Water   | Mikkel Mortensen | Unbekannt              |
| Andreas Holm       | Neoprofi                 | Steffen Munk     | Unbekannt              |
| Tobias Kongstad    | Neoprofi                 |                  |                        |
| Jesper Mørkøv      | Team TreFor-Blue Water   |                  |                        |
| Casper Pedersen    | Neoprofi                 |                  |                        |

## Mannschaft
| Name                   | Geburtstag       | Nationalität |
| ---------------------- | ---------------- | ------------ |
| Nikola Aistrup         | 22. August 1987  | Dänemark     |
| Emil Bækhøj            | 18. April 1994   | Dänemark     |
| Nicolai Brøchner       | 4. Juli 1993     | Dänemark     |
| Mads Christensen       | 6. April 1984    | Dänemark     |
| Casper von Folsach     | 30. März 1993    | Dänemark     |
| Martin Herbæk          | 11. Oktober 1993 | Dänemark     |
| Andreas Holm           | 11. Oktober 1995 | Dänemark     |
| Jonas Aaen Jørgensen   | 20. April 1986   | Dänemark     |
| Kasper Linde Jørgensen | 23. August 1984  | Dänemark     |
| Kasper Klostergaard    | 22. Mai 1983     | Dänemark     |
| Tobias Kongstad        | 19. April 1996   | Dänemark     |
| Rasmus Mygind          | 8. Mai 1989      | Dänemark     |
| Jesper Mørkøv          | 11. März 1988    | Dänemark     |
| Morten Øllegaard       | 6. Februar 1988  | Dänemark     |
| Casper Pedersen        | 15. März 1996    | Dänemark     |
| Kaspar Schonnemann     | 13. April 1987   | Dänemark     |